# Антиоксиданты

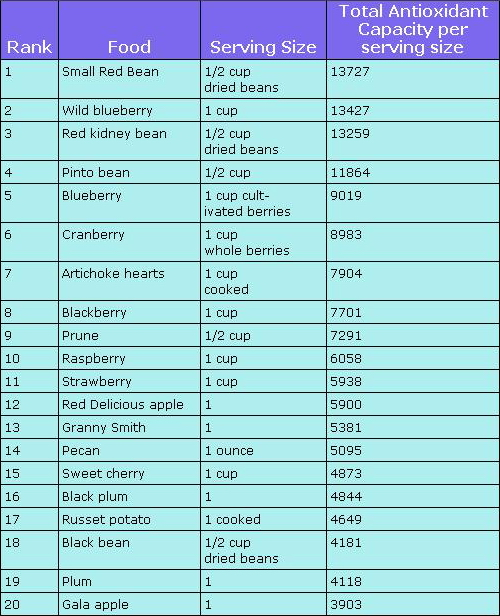
Пищевые продукты с высоким содержанием антиоксидантов

А̀нтиоксида́нты (также антиокислители, консерванты) — вещества, которые ингибируют окисление; любое из многочисленных химических веществ, в том числе естественные продукты деятельности организма и питательные вещества, поступающие с пищей, которые могут нейтрализовать окислительное действие свободных радикалов и других веществ. Рассматриваются преимущественно в контексте окисления органических соединений.

## Классификация
Антиоксиданты бывают ферментативной природы (ферменты, синтезируемые эукариотическими и прокариотическими клетками) и неферментные. Самыми известными антиоксидантными ферментами (АОФ) являются белки-катализаторы: супероксиддисмутаза (СОД), каталаза и пероксидазы. АОФ являются важнейшей (внутренней) частью антиоксидантной системы организма. Благодаря АОФ каждая клетка в норме способна уничтожать избыток свободных радикалов, однако, при переизбытке необезвреженных свободных радикалов существенную роль в защите организма от окислительного стресса играет внешняя часть антиоксидантной системы — антиоксиданты, получаемые с пищей.
Наиболее известные неферментные антиоксиданты: аскорбиновая кислота (витамин С), токоферол (витамин E), ß-каротин (провитамин A) и ликопин (в томатах). К ним также относят полифенолы: флавин и флавоноиды (часто встречаются в овощах), танины (в какао, кофе, чае), антоцианы (в красных ягодах).
Антиоксиданты делятся на два больших подкласса в зависимости от того, являются ли они растворимыми в воде (гидрофильные) или в липидах (липофильный). В общем и целом, водорастворимые антиоксиданты окисляются в цитозоле клетки и плазме крови, в то время как липидорастворимые антиоксиданты защищают клеточные мембраны от перекисного окисления липидов. Антиоксиданты могут быть синтезированы в организме или поступать из рациона. Различные антиоксиданты присутствуют в широком диапазоне концентраций в жидкостях и тканях организма, при этом некоторые (глутатион или убихинон) в основном присутствуют внутри клеток, тогда как другие (мочевая кислота) распределены более равномерно. Некоторые антиоксиданты можно найти только в отдельных организмах, эти соединения могут иметь важное значение в патогенезе и факторах вирулентности микроорганизмов.

## Содержание в пище
Антиоксиданты в больших количествах содержатся в свежих ягодах и фруктах, а также свежевыжатых из них соках, морсах, пюре. К богатым антиоксидантами ягодам и фруктам относятся облепиха, черника, виноград, клюква, рябина, черноплодная рябина, смородина, гранаты, мангостан, асаи.
Богаты антиоксидантами орехи, некоторые овощи и бобы (фасоль, кале, артишоки), причём во втором случае избыточные антиоксиданты могут препятствовать усвоению организмом железа, цинка, кальция и других микроэлементов.
Среди других продуктов, содержащих антиоксиданты, выделяют какао, красное вино, зелёный чай, иван-чай и в меньшей степени чёрный чай.

## Механизмы действия
Окисление углеводородов, спиртов, кислот, жиров и других веществ свободным кислородом представляет собой цепной процесс. Цепные реакции превращений осуществляются с участием активных свободных радикалов — пероксидных (RO2·), алкоксильных (RO·), алкильных (R·), а также активных форм кислорода (супероксид-анион, синглетный кислород). Для цепных разветвлённых реакций окисления характерно увеличение скорости в ходе превращения (автокатализ). Это связано с образованием свободных радикалов при распаде промежуточных продуктов — гидроперекисей и др.
Механизм действия наиболее распространённых антиоксидантов (ароматические амины, фенолы, нафтолы и др.) состоит в обрыве реакционных цепей: молекулы антиоксиданта взаимодействуют с активными радикалами с образованием малоактивных радикалов. Окисление замедляется также в присутствии веществ, разрушающих гидроперекиси (диалкилсульфиды и др.). В этом случае падает скорость образования свободных радикалов. Даже в небольшом количестве (0,01—0,001 %) антиоксиданты уменьшают скорость окисления, поэтому в течение некоторого периода времени (период торможения, индукции) продукты окисления не обнаруживаются. В практике торможения окислительных процессов большое значение имеет явление синергизма — взаимного усиления эффективности антиоксидантов в смеси, либо в присутствии других веществ.

## Применение
Антиоксиданты широко применяют на практике. Окислительные процессы приводят к порче ценных пищевых продуктов (прогорканию жиров, разрушению витаминов), потере механической прочности и изменению цвета полимеров (каучук, пластмасса, волокно), осмолению топлива, образованию кислот и шлама в турбинных и трансформаторных маслах и др.

### В пищевой промышленности
Антиоксиданты используются в качестве пищевых добавок с целью уменьшения порчи пищевых продуктов. Воздействие кислорода и солнечного света являются двумя основными факторами при окислении пищи. Для увеличения сохранности пищи её содержат в темноте и запечатывают в герметичные контейнеры или даже покрывают её воском. Однако кислород также важен и для дыхания растений: хранение растительного сырья в анаэробных условиях способствует неприятным запаху и цвету. По указанным выше причинам при упаковке свежих фруктов и овощей используют газовую смесь, в которой содержится примерно 8 % кислорода. Антиоксиданты являются особенно важным классом консервантов, так как, в отличие от бактериальной или грибковой порчи, реакции окисления всё равно происходят относительно быстро даже в замороженных или охлаждённых пищевых продуктах. Эти консерванты включают природные антиоксиданты, такие как аскорбиновая кислота (AA, E300) и токоферолы (E306), а также синтетические антиоксиданты, такие как пропилгаллат (PG, E310), третичный бутилгидрохинон (TBHQ), бутилгидроксианизол (ВНА, E320) и бутилгидрокситолуол (BHT, E321).
Наиболее распространённые молекулы, подверженные воздействию окисления, — это ненасыщенные жиры. Окисление делает их прогорклыми. Так как окисленные липиды часто обесцвечены и, как правило, имеют неприятный вкус, например, металлический или сернистый оттенки, важно избежать окисления жиров в продуктах, которые ими богаты. Такие продукты редко сохраняются сушкой; чаще применяют копчение, засолку и заквашивание (брожение). Даже менее жирные продукты, такие как фрукты, опрыскивают серосодержащими антиоксидантами перед воздушной сушкой. Окисление часто катализируется металлами, поэтому продукты, богатые жирами, не должны заворачиваться в алюминиевой фольге или храниться в металлических контейнерах. Некоторые жирные продукты, такие как оливковое масло, частично защищены от окисления наличием естественных антиоксидантов, но остаются чувствительными к фотоокислению. Антиоксидантные консерванты также добавляют в жиросодержащую косметику, в том числе в помады, увлажняющие и смягчающие средства, с целью предотвратить прогорклость.

### Для стабилизации топлива
Осмоление топлива резко замедляется при добавлении незначительных количеств антиоксидантов (0,1 % и менее), таких как, параоксидифениламин, альфа-нафтол, различные фракции древесной смолы и др. К смазочным маслам и консистентным смазкам добавляют следующие антиоксиданты (1—3 %): параоксидифениламин, ионол, трибутилфосфат, диалкилдитиофосфат цинка (или бария), диалкилфенилдитиофосфат цинка и др.

### В медицине
Процессы перекисного окисления липидов постоянно происходят в организме и имеют важное значение для обновления состава и поддержании функциональных свойств биомембран, энергетических процессов, клеточного деления, синтеза биологически активных веществ, внутриклеточной сигнализации.
Поскольку регулярный приём свежей растительной пищи уменьшает вероятность возникновения сердечно-сосудистых и ряда неврологических заболеваний, была сформулирована и широко растиражирована средствами массовой информации рабочая гипотеза о том, что антиоксиданты могут предотвратить разрушающее действие свободных радикалов на клетки живых организмов, и тем самым замедлить процесс их старения. В результате возник многомиллиардный рынок биологически активных добавок с антиоксидантными свойствами.
Многочисленные научные исследования пока не подтвердили данной гипотезы. Опубликованы широкомасштабные исследования, которые указывают на то, что пищевые добавки с антиоксидантами, наоборот, могут быть опасны для здоровья. Метаанализ клинических исследований, в которых участвовали более 240 тысяч человек в возрасте от 18 до 103 лет (44,6 % женщин), показал, что бета-каротин и витамин E в дозах, превышающих рекомендуемую дневную норму, значительно повышает общую смертность. Клиническое исследование применения добавки с бета-каротином, проведённое в 1994 году Национальным институтом общественного здоровья в Финляндии и охватившее 29 133 курильщиков, показали увеличение заболеваемости раком лёгких. Исследование применения витамина A и бета-каротина, проведённое в 1996 году с участием 18 тысяч человек, показало, что те, кто их принимали, болели раком в полтора раза чаще. По данным выполненного в 2004 году обзора двадцати исследований применения витаминов A, С, Е и бета-каротина с участием 211 818 пациентов, эти витамины увеличивают смертность. Аналогичные результаты показал сделанный в 2005 году мета-анализ по добавкам с витамином E. В систематическом обзоре, выполненном в 2012 году и обобщающем данные исследований витаминов-антиоксидантов у 215 900 пациентов, был сделан вывод об опасности добавок с витамином E, бета-каротином и большими дозами витамина A. Новейшие данные позволяют предположить, что благотворное воздействие свежей растительной пищи на здоровье вызвано иными соединениями и факторами, нежели антиоксиданты.
При изучении роли свободных радикалов и антиоксидантов в организме исследователи пришли к выводу, что организм сам вырабатывает более сильные антиоксиданты, нежели те, что входят в состав биологически активных добавок, и избыточное количество антиоксидантов в организме может наносить вред. По выводу исследователей, свободные радикалы нельзя считать безусловным злом, их позитивная роль очень значима: иммунной системой они используются для атаки на бактерии и раковые клетки. Исследователи склоняются к мнению, что для организма полезен баланс между свободными радикалами и естественными антиоксидантами, а не отсутствие свободных радикалов. Человеческий организм не справляется с поддержанием этого баланса лишь при некоторых редких заболеваниях, а при их отсутствии вполне успешно поддерживает этот баланс.

## Снижение уровня биоантиокислителей
Длительное снижение или полное исчезновение в тканях некоторых биоантиокислителей происходит при авитаминозе E, а также при авитаминозах C, P, K. При этих патологических состояниях резко снижается устойчивость к таким активирующим радикальное окисление факторам, как ионизирующая радиация или отравление кислородом. Антиокислительное действие служит, очевидно, одним из основных свойств токоферолов, определяющим их биологические функции. Об этом свидетельствует накопление липидных перекисей в тканях животных на начальных фазах E-авитаминоза и общность симптомов Е-авитаминоза с симптомами, возникающими при скармливании животным продуктов окисления жиров, а также снижение уровня липидных перекисей и снятие основных симптомов E-авитаминоза введением некоторых соединений (например, дифенилпарафенилендиамин), у которых общим с токоферолом являются только антиокислительные свойства.
Длительное снижение суммарной антиокислительной активности тканей живого организма происходит при лучевом поражении.
Постоянное, хотя и незначительное, снижение антиокислительной активности липидов мышечной ткани происходит при старении.
Общим для изученных случаев значительного или длительного понижения уровня биоантиокислителей в тканях живого организма является нарушение нормального метаболизма и как следствие этого снижение темпов роста, ослабление регенеративных и пролиферативных процессов, а также снижение адаптационных возможностей организма.

## Повышение уровня биоантиокислителей
В опытах кратковременное искусственное повышение содержания в организме антиокислителей (за счет введения мышам в нетоксических концентрациях глутатиона, тиомочевины, бетааминоэтилизотиурония, пропилгаллата, нордигидрогваяретовой кислоты) давало однозначный эффект — увеличивало устойчивость животных к отравлению кислородом.
Большинство радиозащитных средств обладает антиокислительными свойствами. Введение их в организм повышает антиокислительную активность тканей и увеличивает устойчивость животных к действию ионизирующей радиации.
Повышенный уровень антиокислительной активности липидов ряда опухолей обнаружен в период максимальной скорости роста этих опухолей. Одновременно в опухолях отмечено накопление одного из сильнейших биоантиокислителей — токоферола.
Кратковременное повышение антиокислительной активности сопровождается обычно общей активацией метаболизма с усилением пролиферативных процессов и повышением адаптационных возможностей организма. Длительное повышение уровня биоантиокислителей сопровождается нарушением нормального метаболизма и наблюдается при злокачественном росте.
Постоянство уровня суммарной антиокислительной активности тканей, индивидуальность этого уровня для каждого органа служат, очевидно, одним из основных показателей гомеостаза. Имеющиеся экспериментальные данные показывают, что значительное и длительное изменение антиокислительной активности как в сторону повышения, так и в сторону понижения приводят к патологическим изменениям в организме.
Методические основы определения антиокислительного действия тканей, водных и липидных вытяжек и индивидуальных соединений при введении их в организм или в модельные системы строятся: 1) на определении уменьшения количества образующихся перекисей в присутствии антиокислителя по сравнению с контролем; 2) на изменении скорости разрушения некоторых соединений продуктами свободнорадикального окисления [например, диоксифенилаланин (ДОФА) при окислении образует продукты с другими свойствами]; 3) на увеличении времени (индукционного периода), в течение которого образуется определённое количество перекисей; 4) на изменении интенсивности хемилюминесценции; 5) на уменьшении объёма радикальной сополимеризации; 6) на уменьшении токсичности окисляющихся образцов; 7) на регистрации методом электронного парамагнитного резонанса динамики накопления относительно стабильных радикалов А'.